# Tierras Bajas del Fraser
Las Tierras Bajas del Fraser son un relieve y una región fisiográfica del noroeste del Pacífico de Norteamérica, compartida por la provincia canadiense de Columbia Británica y el estado estadounidense de Washington. La región incluye gran parte de la región de Lower Mainland (Tierras bajas continentales) de Columbia Británica y las llanuras costeras del condado de Whatcom en Washington. Como región fisiográfica, las Tierras Bajas de Fraser forman parte de la Depresión de Georgia, que a su vez forma parte de la Fosa Costera.
El río Fraser, del mismo nombre, en el norte de las Tierras Bajas, y las cuencas bajas de sus afluentes (principalmente los ríos Pitt, Coquitlam y Vedder/Chilliwack), así como toda la cuenca del río Sumas, constituyen el principal sistema fluvial de las Tierras Bajas. Sin embargo, la región también incluye la cuenca baja del río Nooksack ("Nooksack Lowland") al sur de la frontera entre Canadá y EE. UU., que pertenece a un sistema fluvial completamente separado que surge del sureste en los valles con nombre alrededor de los montes Shuksan, Baker y Twin Sisters de las Cascadas del Norte. En general, las Tierras Bajas del Fraser abarcan todas las fértiles llanuras fluviales de baja altitud situadas entre los ríos Fraser y Nooksack y en torno a ellos, incluida la pradera de Sumas, la península de Burrard y, a veces, también las tierras bajas de la costa norte en torno a la ensenada de Burrard.
El exclave americano de Point Roberts se encuentra al oeste de la región, en el extremo sur de la península de Tsawwassen.

## Geografía
Las Tierras Bajas del Fraser tienen una forma aproximadamente triangular y una superficie total de unos 3.500 km². La costa del Estrecho de Georgia, entre la ensenada de Burrard en el norte y la bahía de Bellingham en el sur, marca su límite occidental/suroccidental, y la región se extiende hacia el este a través de un terreno generalmente llano entre las Montañas de la Costa, al norte, y la Cordillera Vedder/Cordillera de las Cascadas, al sureste, hasta el extremo oriental del Valle de Fraser, cerca de Hope, donde el río Coquihalla desemboca en el río Fraser en las curvas de éste hacia el oeste, saliendo del Cañón Fraser. Las Sumas canadienses y las montañas Chilliwack sobresalen en la orilla sur del río Fraser, justo en el centro de la parte oriental de las Tierras Bajas del Fraser, delimitando el valle del Fraser en las partes "alta" y "baja". La riqueza del suelo, las abundantes precipitaciones y el suave clima marino hacen de toda la región una tierra agrícola de primera, y gran parte de ella es tierra de cultivo.
Las Tierras Bajas del Fraser están divididas políticamente por la frontera entre Canadá y Estados Unidos en dos mitades, aunque tanto la superficie como la población son mucho mayores en el lado canadiense (Valle del Fraser y Pradera de Sumas), con unos 2,4 millones de residentes. El principal centro de población es el Gran Vancouver, en el extremo noroeste de la llanura del Fraser, y otros centros de población en el lado canadiense son Abbotsford y Chilliwack, ambos parte del Distrito Regional del Valle del Fraser. La población de la parte americana de las Tierras Bajas (las Tierras Bajas de Nooksack y toda la cuenca superior del río Sumas al sur de Sumas) es de unos 200.000 habitantes, dominados por la ciudad costera de Bellingham, en el extremo sur de las Tierras Bajas.